# Alex Gruber
Alex Gruber (* 21. Dezember 1992 in Bozen) ist ein italienischer Naturbahnrodler. Er stammt aus Villanders in Südtirol und startet seit der Saison 2009/2010 im Weltcup. Sein bisher größter Erfolg war drei Weltmeistertitel im Herren Einsitzer und vier mit der Mannschaft. Zu den weiteren größten Erfolgen gehören neben 14 Weltcupsiegen je ein Juniorenwelt- und Europameistertitel im Herren Einsitzer, ein Weltmeistertitel im Mannschaftswettbewerb und drei Silbermedaillen sowie eine Bronzemedaille im Einsitzer bei Weltmeisterschaften. In der Saison 2021/22 gewann er den Gesamtweltcup.

## Karriere
Im frühen Kindesalter konnte er bereits in der Familie zusammen mit seinen Brüdern das Rodeln lernen. Im Jahr 2002 betrieb er das Sportrodeln, im Jahr 2004 wechselte er jedoch zur Naturbahn und konnte bereits in den Jugendkategorien sämtliche Rennen gewinnen. Gruber startete in der Saison 2006/2007 erstmals im Intercontinentalcup und erreichte im nächsten Winter sein erstes Top-10-Ergebnis. Währenddessen wurde er auch Mitglied des Landeskaders. In der Saison 2008/2009 fuhr er in allen fünf Rennen auf das Podest und gewann zwei davon, womit er sich überlegen den Sieg in der IC-Cup-Gesamtwertung sicherte und den Aufstieg in das italienische Nationalteam schaffte. 
Seit der Saison 2009/2010 startet Gruber im Weltcup. Sein erstes Rennen am 10. Januar 2010 in Umhausen beendete er an siebenter Position. Eine Woche später nahm er an der Europameisterschaft 2010 in St. Sebastian, seinem ersten Titelkampf in der Allgemeinen Klasse, teil und verfehlte die Bronzemedaille im Einsitzer nur um drei Hundertstelsekunden. Zusammen mit Renate Gietl, Patrick Pigneter und Florian Clara gewann er im Team Italien I die Silbermedaille im Mannschaftswettbewerb. Im Weltcup erzielte er nach zwei weiteren Top-10-Ergebnissen mit Rang drei beim Saisonfinale in Garmisch-Partenkirchen seine erste Podestplatzierung, womit er Neunter im Gesamtklassement wurde. Ende Januar erzielte Gruber bei der Juniorenweltmeisterschaft in Deutschnofen den zweiten Platz im Einsitzer hinter seinem Landsmann Hannes Clara. Im Intercontinentalcup erreichte er in diesem Winter mit zwei Siegen den zweiten Gesamtrang hinter seinen Bruder Florian Gruber. 
In der Saison 2010/2011 während des Weltcuprennens in Gsies startete Gruber mit einer Schulterverletzung. An der Weltmeisterschaft 2011 in Umhausen nahm Gruber nicht teil da er sich knapp nicht qualifizieren konnte. Bei der Junioreneuropameisterschaft 2011 in Laas gewann Gruber die Goldmedaille im Einsitzer. Beim Weltcuprennen in Unterammergau konnte er überraschend seinen ersten Sieg vor Landsmann Anton Blasbichler in einen Hundertstelkrimi gewinnen und beim darauffolgenden Saisonfinale in Olang wurde er Vierter, womit er Platz zwölf im Gesamtweltcup belegte.
In der Weltcupsaison 2011/2012 stand Gruber zweimal auf dem Podest, als Zweiter beim Auftaktrennen in Latzfons und als Dritter beim Saisonfinale in Umhausen. Weitere zweimal verpasste er als Vierter das Podest nur knapp. Mit diesen Resultaten erreichte er hinter Patrick Pigneter und Hannes Clara den dritten Platz im Gesamtweltcup. Bei der Juniorenweltmeisterschaft 2012 in Latsch gewann Gruber wie im Vorjahr bei der Junioren-EM die Goldmedaille im Einsitzer. 
In die darauffolgende Saison startete Gruber mit einer Schulterluxation. Nachdem diese einigermaßen verheilt war, trat er bei den Weltcuprennen wieder an. Außer einem zweiten Platz beim Weltcuprennen in Kindberg konnte er jedoch keine weiteren Podestplatzierungen erzielen. Bei der Weltmeisterschaft in Deutschnofen konnte er jedoch den 3. Platz erzielen und im Mannschaftsbewerb gewann er mit dem Italienischen Team die Weltmeisterschaft. 
In der Saison 2013/2014 konnte er im Weltcup zwei Mal auf das Podest fahren. Bei den Europameisterschaften in Umhausen wurde er ebenfalls Drittplatzierter. Beim Weltcuprennen in Olang verletzte sich Gruber beim offiziellen Training. Nach einer wiederholten Schulterluxation und zwei Schnittwunden musste er die Saison frühzeitig beenden. Zwei Monate später wurde er an der Schulter operiert und konnte somit die gesamte Vorbereitungszeit dem Muskelaufbau widmen. 
Während der Weltcupsaison 2014/2015 begann Gruber ein Studium im Bereich Holzbau an der Fachhochschule Salzburg. Die Saison war für ihn sehr erfolgreich da er bei nahezu jedem Rennen auf das Podest fuhr. In Deutschnofen konnte er außerdem seinen zweiten Weltcupsieg feiern. Bei den Weltmeisterschaften in St. Sebastian konnte er sich auch noch als Vizeweltmeister krönen. Schlussendlich wurde er auch zweiter im Gesamtweltcup hinter seinen Landsmann Patrick Pigneter.
Die Saison 2015/2016 war wie die vorherige Saison wieder von vielen Podestplatzierungen gefüllt. In Deutschnofen konnte er seinen Vorjahressieg wiederholen. Die meisten Zweikämpfe lieferte er sich mit seinen Teamkollegen und mit der Österreichischen Konkurrenz. Bei der Europameisterschaft in Passeier verpasste er den dritten Platz knapp. Nach mehreren Podestplätzen konnte er sich wie in der Saison zuvor wieder über den zweiten Platz im Gesamtweltcup freuen.
In der Weltcupsaison 2016/2017 wurden durch den internationalen Verband FIL neue Regeln zwecks Sportgerät eingeführt. Nach anfänglichen Schwierigkeiten mit der Materialumstellung konnte sich Gruber jedoch wieder etablieren und zum nun dritten Mal in Folge das Weltcuprennen in Deutschnofen für sich entscheiden. Bei seiner dritten Weltmeisterschaft in Rumänien wurde dem Veranstalter hohen Temperaturen und Regen zum Verhängnis. Nach dem ersten Wertungslauf konnte sich Gruber klar in Führung setzen. Am folgenden Tag wurden die zwei vorgesehenen Wertungsläufe abgesagt, was für Gruber den Weltmeistertitel zur Folge hatte. Bei dem Kampf um den Gesamtweltcup konnte Gruber, nach dem Sieg in Deutschnofen, zweimal den 2. Platz in Moskau und zweimal den 3. Platz in Latsch und Umhausen, den 3. Platz hinter Kammerlander und Pignerter erreichen.

## Erfolge

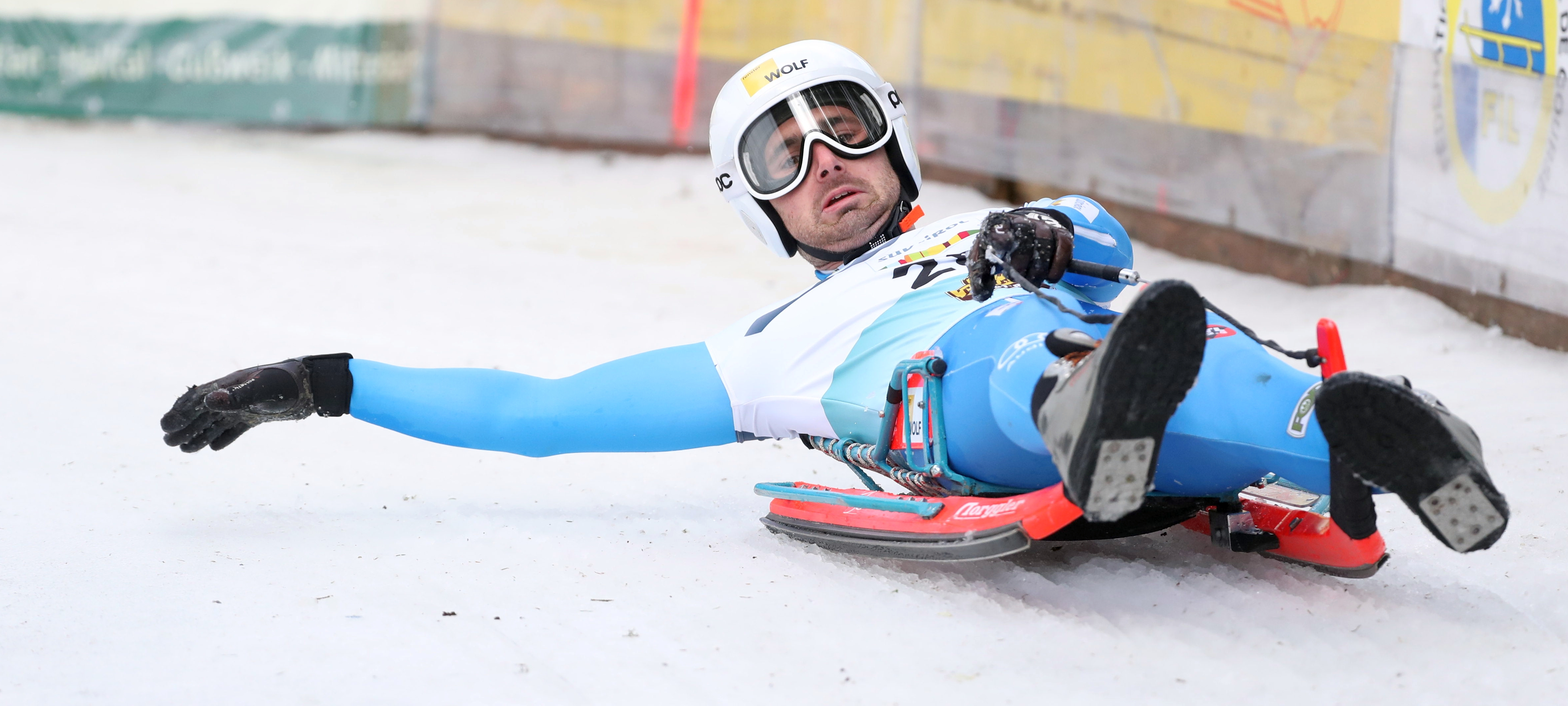
Gruber beim Weltcup in Mariazell (2022)

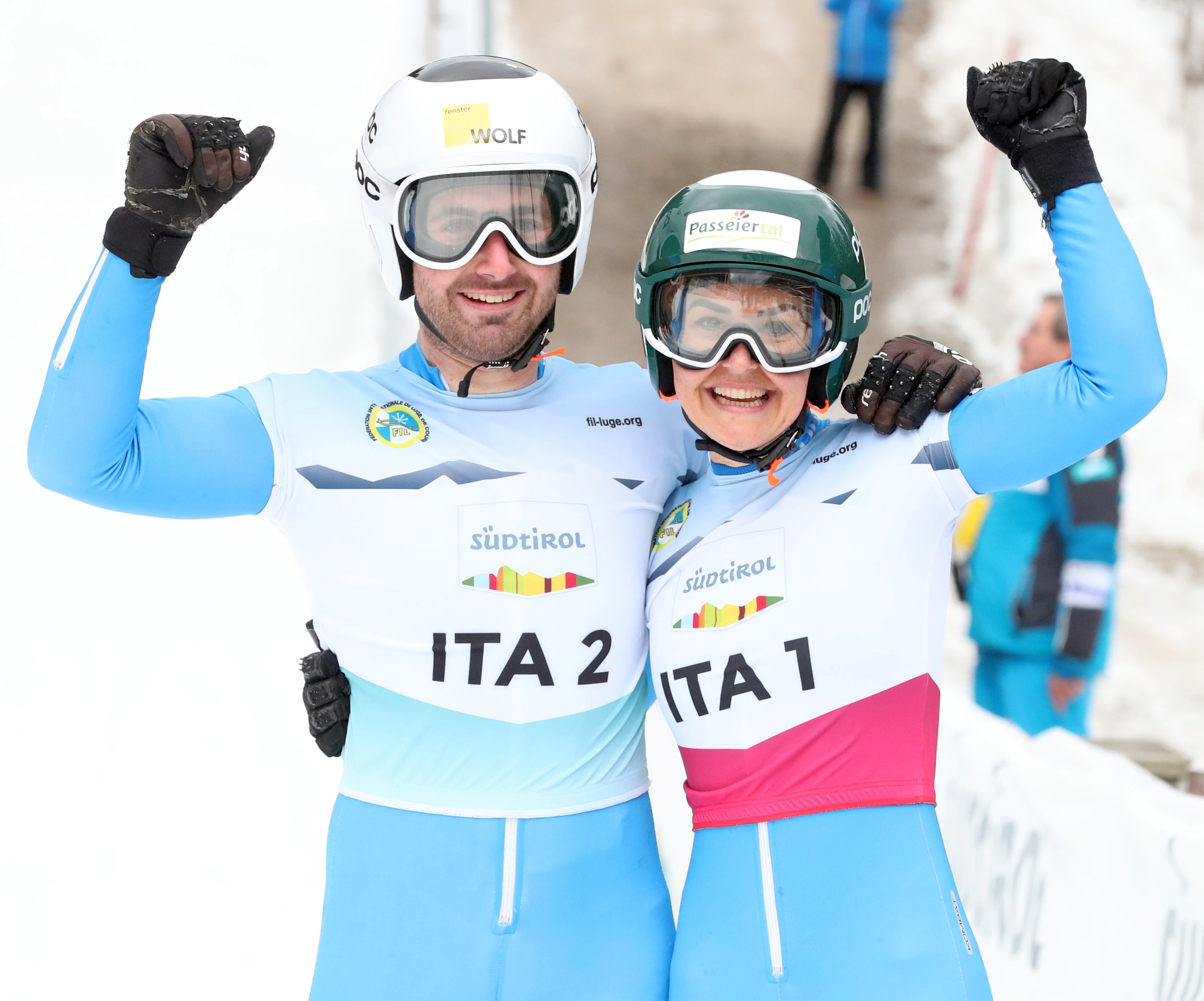
Gruber zusammen mit Evelin Lanthaler beim Weltcup in Mariazell (2022)

### Weltmeisterschaften
- Deutschnofen 2013: 1. Mannschaft, 3. Einsitzer
- St. Sebastian 2015: 2. Einsitzer
- Vatra Dornei 2017: 1. Einsitzer, 2. Mannschaft
- Latzfons 2019: 1. Einsitzer, 1. Mannschaft
- Umhausen 2021 1. Mannschaft, 2. Einsitzer
- Deutschnofen 2023 1. Einsitzer, 1. Mannschaft

### Europameisterschaften
- St. Sebastian 2010: 4. Einsitzer, 2. Mannschaft
- Nowouralsk 2012: 5. Mannschaft, 6. Einsitzer
- Umhausen 2014: 1. Mannschaft, 3. Einsitzer
- Passeier 2016: 1. Mannschaft, 4. Einsitzer
- Obdach 2018: 2. Einsitzer, 2. Mannschaft
- Moskau 2020: 1. Mannschaft, 3. Einsitzer
- Laas 2022: 1. Mannschaft, 1. Einsitzer

### Juniorenweltmeisterschaften
- Deutschnofen 2010: 2. Einsitzer
- Latsch 2012: 1. Einsitzer

### Junioreneuropameisterschaften
- Longiarü 2009: 21. Einsitzer
- Laas 2011: 1. Einsitzer

### Gesamtweltcup
- 1× Gesamtweltcupsieg im Einsitzer in den Saison 2021/22
- 6× 2. Gesamtrang im Einsitzer in den Saisonen 2014/15, 2015/16, 2017/18, 2018/19, 2020/21 und 2022/23
- 2× 3. Gesamtrang im Einsitzer in den Saisonen 2011/12 und 2016/17
- 49 Podestplätze, davon 14 Siege:

| Datum             | Ort           | Land        |
| ----------------- | ------------- | ----------- |
| 13. Februar 2011  | Unterammergau | Deutschland |
| 11. Januar 2015   | Deutschnofen  | Italien     |
| 1. Februar 2016   | Deutschnofen  | Italien     |
| 29. Januar 2017   | Deutschnofen  | Italien     |
| 14. Januar 2018   | Passeiertal   | Italien     |
| 28. Januar 2018   | Deutschnofen  | Italien     |
| 16. Dezember 2018 | Kühtai        | Österreich  |
| 20. Januar 2019   | Moskau        | Russland    |
| 27. Januar 2019   | Deutschnofen  | Italien     |
| 11. Januar 2020   | Passeiertal   | Italien     |
| 19. Januar 2020   | Vatra Dornei  | Rumänien    |
| 16. Januar 2021   | Umhausen      | Österreich  |
| 30. Januar 2022   | Deutschnofen  | Italien     |
| 14. Januar 2023   | Jaufental     | Italien     |